# Emmanuel Trélat
Emmanuel Trélat (24 de dezembro de 1974) é um matemático francês.
Trélat estudou matemática a partir de 1994 na École normale supérieure de Cachan, obtendo a agrégation em 1998. Obteve um doutorado em 2000 na Universidade de Bourgogne em Dijon, orientado por Bernard Bonnard, com a tese Etude asymptotique et transcendance de la fonction valeur en controle optimal; catégorie log-exp en géométrie sous-Riemannienne dans le cas Martinet. A partir de 2001 foi Maitre de conferences na Universidade Paris-Sul, onde obteve em 2005 a habilitação (Controle en dimension finie et infinie). Em 2006 foi professor da Universidade de Orléans. A partir de 2011 é professor da Universidade Pierre e Marie Curie no Laboratório Jacques-Louis Lions.
Recebeu o Prêmio Felix Klein de 2012.
Para 2018 está convidado como palestrante do Congresso Internacional de Matemáticos no Rio de Janeiro.

## Publicações selecionadas
- Controle optimal: theorie et applications, Vuibert 2005
- com B. Bonnard, L. Faubourg Mécanique céleste et controle de systèmes spatiaux, Springer Verlag 2006